# Ursynowska Społeczność Ewangeliczna
Ursynowska Społeczność Ewangeliczna (USE) – chrześcijański wolny kościół protestancki nurtu ewangelicznego, stanowiący wspólnotę o charakterze lokalnym, prowadzący działalność na terenie warszawskiej dzielnicy Ursynów. Siedzibą władz Kościoła było miasto stołeczne Warszawa. Zwierzchnikiem społeczności był pastor Paweł Jarosz. W 2005 roku społeczność liczyła 40 wiernych.
Społeczność została rozwiązana w 2009, a jej dotychczasowy pastor Paweł Jarosz rozpoczął następnie pracę w Zborze Stołecznym Kościoła Zielonoświątkowego w RP.

## Historia
Ursynowska Społeczność Ewangeliczna rozpoczęła funkcjonowanie w latach dziewięćdziesiątych XX wieku. 14 kwietnia 1997 roku została wpisana do Rejestru Kościołów i związków wyznaniowych Ministerstwa Spraw Wewnętrznych i Administracji w dziale A, pod numerem 124. Społeczność współpracowała z innymi ewangelicznymi kościołami oraz organizacjami.